# ميرو موهايم
ميرو موهايم (مواليد 24 مارس 1998) هو لاعب كرة قدم سويسري يلعب في مركز خط الوسط في نادي هامبورغ.

## روابط خارجية
- ميرو موهايم على موقع الاتحاد الأوربي (الإنجليزية)
- ميرو موهايم على موقع قاعدة بيانات كرة القدم.إي يو (الإنجليزية)
- ميرو موهايم على موقع Soccerway.com (الإنجليزية)
- ميرو موهايم على موقع عالم كرة القدم.نت (الإنجليزية)